# Колин Грийнланд
Колин Грийнланд (на английски: Colin Greenland) е английски писател на бестселъри в жанра научна фантастика.

## Биография и творчество
Колин Грийнланд е роден на 17 май 1954 г. в Дувър, Кент, Англия. Учи в Оксфорд.
Първата му книга е The Entropy Exhibition от 1983 г., която е базирана на дисертацията му за получаване на докторска степен The Entropy Exhibition: Michael Moorcock and the British 'New Wave' in Science Fiction.
Първият му фантастичен роман „Разсъмване на различната планина“ (Daybreak on a Different Mountain) от поредицата „Разсъмване“ е публикуван през 1984 г. Пише го в продължение на 2 години и в продължение на 7 години се опитва да го публикува.
Става световноизвестен с романа си „Всичко от начало“ от поредицата „Табита Джут“. Главната героиня Табита Джут става от шофьор на камион космически капитан, преборва се с Капеланските господари, и освобождава гигантския извънземен космически кораб „Изобилие“, с който извършва много подвизи. За книгата е удостоен с наградата на БАНФ и наградата „Артър Кларк“.
Произведенията на писателя са преведени на 12 езика по света.
Пише литературна критика като колумнист в „Ню Стейтсман“, „Гардиън“, „Индепендънт“, „Съндей Тоаймс“, и др.
От 1996 г. е женен за писателката Сузана Кларк.
Колин Грийнланд живее със семейството си в Кеймбридж и Пик Дистрикт.

## Произведения

### Самостоятелни романи
- In the Garden (1991)
- Harm's Way (1993)
- Finding Helen (2003)
- Losing David (2005)

### Серия „Разсъмване“ (Daybreak)
1. Daybreak on a Different Mountain (1984)
2. The Hour of the Thin Ox (1984)
3. Other Voices (1988)

### Серия „Табита Джут“ (Tabitha Jute)
1. Take Back Plenty (1990) – награда БАНФ, награда „Артър Кларк“
Всичко от начало, изд. ИК „Бард“, София (1999), прев. Крум Бъчваров
2. Seasons of Plenty (1995)
Открадни си свят, изд. ИК „Бард“, София (2000), прев. Юлиян Стойнов
3. Mother of Plenty (1998)
4. The Plenty Principle (1988)

### Участие в общи серии с други писатели

#### Серия „Време за мечти“ (Dreamtime)
4. Spiritfeather (2000)
от серията има още 3 романа от различни автори

### Сборници
- Thirteen More Tales of Horror (1994) – с Дейвид Белбин, Даян Хох, Гари Килуорт, Греъм Мастерсън, Стан Никълс, Сюзън Прайс, Филип Пулман и Крис Уестууд

### Документалистика
- The Entropy Exhibition (1983)
- Storm Warnings (1987) – с Ерик Рабкин и Джордж Слузър
- Death Is No Obstacle (1992) – сборник интервюта с Майкъл Муркок